# ラウル・バーレ

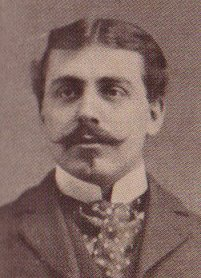
ラウル・バーレ

ラウル・バーレ（Raoul Barré、1874年1月29日 - 1932年5月21日）はカナダの画家、イラストレータ、初期のアニメーターである。「スラッシュ・システム」などアニメーションの基本的な技術のいくつかを考案した。

## 略歴
モントリオールで生まれた。父親はワインの輸入商人であった。モントリオールの学校（l'Institut du Mont-Saint-Louis de Montréal）で学び、20歳になる頃には、出版物の挿絵を描くようになっていた。1896年の春にパリに渡り、2年ほどを、私立美術学校のアカデミー・ジュリアンで、アンリ・ロワイエに学び、その後国立高等美術学校（エコール・デ・ボザール）のジャン＝ポール・ローランスの教室で学んだ。
1898年3月から、ステン（Achille Steens）の創刊したパリの雑誌「Le Sifflet」 に漫画を描きはじめ、その他の出版物にもドレフュス事件を批判する漫画などを描いた。1898年の8月にモントリオールに戻り、「ル・モンド・イリュストレ」 や 「Les Débats」などの出版物やモントリオールの新聞、「La Presse」などに挿絵や漫画を描く一方、展覧会に絵画を出展した。
1912年にニューヨークでアニメーション映画（ウィンザー・マッケイの作品、「モスキート」であったとされる）を観て、アニメーション映画の製作を志し、映画会社のエジソン・スタジオで仕事をした。ビル・ノーラン（Bill Nolan）と知り合い、アニメーション広告映画を製作しようとした。
1913年にはニューヨークに移り、"Raoul Barry" や "VARB"などのペンネームで漫画家作品を、新聞の日曜版に連載した。
1914年に、エジソン・スタジオを辞め、ノーランとBarré-Nolan Studioを設立し、後にBarré Studioに改名した。
新聞王、ウィリアム・ランドルフ・ハーストが設立したアニメーション映画製作会社、International Film Serviceが、競争相手となり、1916年に多くのアニメーターが好条件で引き抜かれ、ノーランもIFSに移った。バールは別のアニメーションのパイオニア、チャールズ・バワーズ（Charles Bowers）らと協力して、対抗するが、1919年にはスタジオをやめ、Barré Studioは1923年に破産した。その後のアニメーションとのかかわりは1926年になって、「フィリックス・ザ・キャット」の製作チームに加わった。
アニメーション技術の分野では「スラッシュ・システム」といわれる、動かない部分を最初に描き、次に動く部分をそれに合わせて描いていくという手法を考案し、製作時間や工数を短縮した。また連続した場面の絵がずれないようにする通し穴で位置決めする方法も考案した。